# 6 Ворона
6 Ворона (лат. 6 Corvi, HD 107815) — одиночная звезда в созвездии Ворона на расстоянии приблизительно 342 световых лет (около 105 парсек) от Солнца. Видимая звёздная величина звезды — +5,664m.

## Характеристики
6 Ворона — оранжевый гигант спектрального класса K1III, или K0. Масса — около 2,67 солнечных, радиус — около 14,425 солнечных, светимость — около 75,546 солнечных. Эффективная температура — около 4540 K.

## Планетная система
В 2019 году учёными, анализирующими данные проектов HIPPARCOS и Gaia, у звезды обнаружена планета.